# Медаєво
Меда́єво (рос. Медаево, ерз. Медаево) — село у складі Чамзінського району Мордовії, Росія. Адміністративний центр Медаєвського сільського поселення.

## Населення
Населення — 585 осіб (2010; 649 у 2002).
Національний склад (станом на 2002 рік):
- росіяни — 93 %